# سم (هنرمند)
ژرژ گورسا (به فرانسوی: Georges Goursat) مشهور به سِم (فرانسوی: Sem‎; ۲۳ نوامبر ۱۸۶۳ – ۲۶ نوامبر ۱۹۳۴) کاریکاتوریست مشهور اهل فرانسه در دوران زیبا بود.

## زندگی و کار

### جوانی (۱۸۶۳–۱۹۰۰)

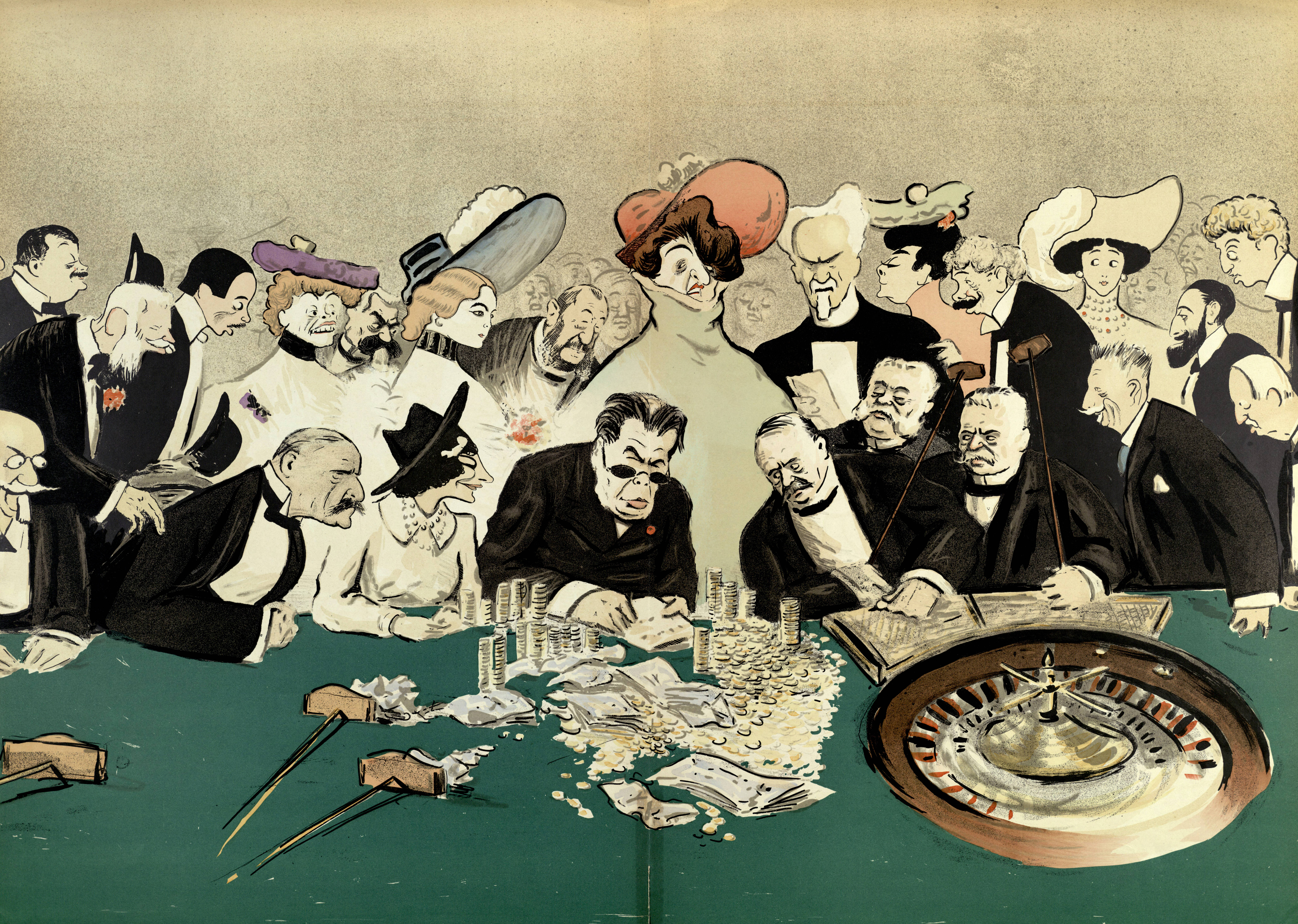
کاریکاتور افراد مختلف در حال بازی رولت توسط Sem, ۱۹۲۰

ژرژ گورسا در خانواده ای از طبقه متوسط به بالا در پریگو به دنیا آمد و بزرگ شد.
. ثروتی که از پدرش به او در سن ۲۱ سالگی به ارث رسید به اون این اجازه را میداد تا دوران جوانی ثروتمندانه ای داشته باشد.
در سال 1888 او سه آلبوم اول کاریکاتور خود را در پریگو منتشر کرد و برخی از آنها را با عنوان "SEM" امضا کرد، , ظاهراً به عنوان ادای احترام  به Amédée de Noé که کاریکاتورهای خود را برای Le Monde illustré به عنوان "Cham" امضا کرد.
او از سال ۱۸۹۸ تا ۱۸۹۰ در شهر بوردو ساکن شد. در این دوره, او آلبوم های جدیدی منتشر کرد که شامل اولین کاریکاتورهای مطبوعاتی وی در La Petite Gironde نیز میشد . او همچنین کارهای  لئونتو کاپیلو را کشف کرد . همچنین سبک او به بلوغ رسید و ساده‌تر و دقیق‌تر شد.
در همین دوره , سفرهایی به پاریس داشت. در ۱۸۹۱,  او دو پوستر چاپ شده در کارگاه ژول شِره برای خواننده پائولوس طراحی کرد. اون اولین کاریکاتورهای خود از هنرمندان را در L'Illustration (Albert Brasseur) و Le Rire (Paulus, Polin and ایوت گیلبر).
گورسا از ۱۸۹۸ تا ۱۹۰۰ در مارسی زندگی کرد, جایی که او ژان لورن را ملاقات کرد. ژان لورن موفق شد او را متقاعد کند که در پاریس زندگی کند.

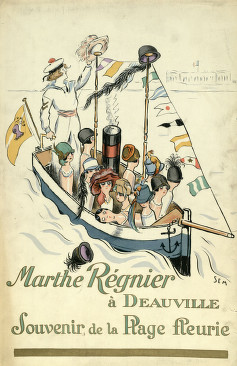
کاریکاتور زنان در یک قایق که توسط یک ملوان دریانوردی می شود اثر Sem, سال ۱۹۲۵

### '(۱۹۰۰–۱۹۱۴) (Belle Époque)
گورسا در مارچ سال  ۱۹۰۰  در افتتاحیه ی Universal Exposition  به پاریس رسید.
او اسب دوانی را  به عنوان راهی برای ورود به جامعه عالی انتخاب کرد . 
در ژوئن  ۱۹۰۰  آلبوم جدید خود را به نام Le Turf از کاریکاتورهای بسیاری از افراد برجسته پاریسی، از جمله مارکس بونی دو کاستلان، شاهزاده تروبتسکوی، کنت کلرمون-تونر، بارون آلفونس، گوستاو دو روچیلد و پولیر منتشر کرد. آلبوم فوق العاده ی او در نهایت منجر شد او یک شبه به شهرت برسد. در اکتبر ۱۹۰۰ او آلبوم Paris-Trouville را منتشر کرد که با موفقیت مشابهی همراه بود. گورسا نه آلبوم دیگر را قبل از سال ۱۹۱۳ منتشر کرد.
در سال ۱۹۰۴  گورسا نشان لژیون دونور را دریافت کرد . در سال ۱۹۰۹ آثار خود را در نمایشگاهی با یک نقاش به نام آگوست روبیل ابتدا در پاریس و سپس در مونت کارلو و لندن در معرض دید عموم قرارداد. این نمایشگاه شامل یک دیوراما متشکل از صدها پیکرک چوبی «همه مشاهیر صرفاً پاریسی بود.»

### جنگ جهانی اول (۱۹۱۴–۱۹۱۸)
گورسا در جنگ جهانی اول به خدمت سربازی نرفته بود، چرا که وی در آغاز جنگ بیش از 50 سال سن داشت. او با این وجود خود را به عنوان خبرنگار جنگی برای  روزنامه Le Journal درگیر کرد.  برخی از مقالات نسبتاً "شوونیستی" او "تأثیر عظیمی" داشتند. ده مقاله در سال 1917 در Un pékin sur le front منتشر شد. دو مقاله دیگر در کتاب La Ronde de Nuit در سال 1923 گنجانده شد. . در سال‌های 1916 و 1918 گورسا دو آلبوم از کروکیس دو گوئر (طرح‌های جنگ) را با سبکی کاملاً متفاوت از آثار قبلی خود منتشر کرد.. او همچنین پوسترهای مربوط به اوراق قرضه جنگی را طراحی کرد.

### سال های دیوانگی (۱۹۱۸–۱۹۳۴)
گورسا پس از جنگ به کاریکاتورهایی بازگشت که او را به شهرت رساند. او در سال 1919، Le Grand Monde à l'envers (جامعه عالی وارونه) را منتشر کرد. در حدود سال 1923، او سه آلبوم تحت عنوان کلیf Le Nouveau Monde (ترجمه واژه‌به‌واژه: The New World). منتشر کرد , و به عنوان افسر  Légion d'honneur معرفی شد.
در سال 1929 به دلیل بحران اقتصادی به شدت فقیر شد. پس از یک حمله قلبی در سال ۱۹۳۳،  او در سال ۱۹۳۴ درگذشت.

## شخصیت های کارتونی شده توسط گورسا
| نام , نام خانوادگی             | شغل                | نمایه |
| ------------------------------ | ------------------ | ----- |
| Alexandrovich, Vladimir        | شخص طراز اول جامعه |       |
| Annunzio, Gabriele d'          | نویسنده            |       |
| Astruc, Gabriel                | امپرساریو          |       |
| Balthy, Louise                 | بازیگر             |       |
| Bennett, Gordon                | ناشر               |       |
| Blanc, Edmond                  | سیاستمدار          |       |
| Blériot, Louis                 | هوانورد            |       |
| Boldini, Giovanni              | نقاش               |       |
| Borbon, Alfonso de             | شاه                |       |
| Brasseur, Albert               | بازیگر             |       |
| Brieux, Eugène                 | نویسنده            |       |
| Capel, Arthur "Boy"            | بازیکن چوگان       |       |
| Cappiello, Leonetto            | هنرمند پوستر       |       |
| Capus, Alfred                  | نویسنده            |       |
| Castellane, Boni de            | شخص طراز اول جامعه |       |
| Chanel, Coco                   | طراح               |       |
| Colette, Sidonie-Gabrielle     | نویسنده            |       |
| Croisset, Francis de           | نمایشنامه نویس     |       |
| Deval, Marguerite              | خواننده            |       |
| Donnay, Maurice                | نمایشنامه نویس     |       |
| Doumer, Paul                   | رئیس جمهور         |       |
| Ephrussi, Maurice              | سرمایه دار         |       |
| Feydeau, Georges               | نویسنده            |       |
| Forain, Jean-Louis             | نقاش               |       |
| Fursy, Henri                   | خواننده متنوع      |       |
| Gauthier-Villars, Henry        | نویسنده            |       |
| Guitry, Lucien                 | بازیگر             |       |
| Guitry, Sacha                  | بازیگر             |       |
| Guyon, Charles-Alexandre       | بازیگر             |       |
| Hahn, Reynaldo                 | آهنگساز            |       |
| Adien Hébrard                  | روزنامه نگار       |       |
| Helleu, Paul                   | نقاش               |       |
| Hervieu, Paul                  | نمایشنامه نویس     |       |
| Humbert, Charles               | سناتور             |       |
| Lambert, Charles de            | هوانورد            |       |
| Lafitte, Pierre                | ناشر               |       |
| Latham, Hubert                 | هوانورد            |       |
| Lavallière, Ève                | بازیگر             |       |
| Letellier, Henri               | ناشر               |       |
| Lorrain, Jean                  | نویسنده            |       |
| Massenet, Jules                | آهنگساز            |       |
| Mendès, Catulle                | نویسنده            |       |
| Mérode, Cléo de                | رقاص               |       |
| Montesquiou, Robert de         | شاعر               |       |
| Morand, Paul                   | نویسنده            |       |
| Noailles, Anna de              | نویسنده            |       |
| Noailles, Emmanuel de          | دیپلمات            |       |
| قاجار, احمد                    | شاه                |       |
| Paquin, Jeanne                 | طراح               |       |
| Pierpont Morgan, John          | سرمایه دار         |       |
| Poiré, Emmanuel (Caran d'Ache) | کارتونیست          |       |
| Polaire                        | بازیگر             |       |
| Porto-Riche, Georges de        | نویسنده            |       |
| Pougy, Liane de                | رقاص               |       |
| Puccini, Giacomo               | آهنگساز            |       |
| Rostand, Edmond                | نمایشنامه نویس     |       |
| Rostand, Maurice               | نویسنده            |       |
| Rougier, Henri                 | هوانورد            |       |
| Santos-Dumont, Alberto         | هوانورد            |       |
| Sardou, Victorien              | نمایشنامه نویس     |       |
| Vionnet, Madeleine             | طراح               |       |
| Wall, Berry                    | شخص طراز اول جامعه |       |